# 栃木県保育所一覧
栃木県保育所一覧（とちぎけんほいくしょいちらん）は、栃木県の保育所の一覧。

## 公立保育所

### 宇都宮市
- 宇都宮市立石井保育園
- 宇都宮市立泉が丘保育園
- 宇都宮市立大谷保育園

- 宇都宮市立北雀宮保育園
- 宇都宮市立西部保育園
- 宇都宮市立竹林保育園

- 宇都宮市立なかよし保育園
- 宇都宮市立東浦保育園
- 宇都宮市立松原保育園

- 宇都宮市立ゆずのこ保育園

### 足利市
- 足利市立大前保育所
- 足利市立きた保育所
- 足利市立大町保育所

- 足利市立名草保育所
- 足利市立にし保育所
- 足利市立羽刈保育所

- 足利市立三重保育所
- 足利市立みなみ保育所
- 足利市立梁田保育所

- 足利市立山川保育所
- 足利市立わたらせ保育所

### 栃木市
- 栃木市立いまいずみ保育園
- 栃木市立いりふね保育園
- 栃木市立いわふね保育園

- 栃木市立おおつか保育園
- 栃木市立大平西保育園
- 栃木市立大平南第1保育園

- 栃木市立大平南第2保育園
- 栃木市立そのべ保育園
- 栃木市立都賀よつば保育園

- 栃木市立はこのもり保育園
- 栃木市立藤岡はーとらんど保育園

### 佐野市
- 佐野市立赤坂保育園
- 佐野市立赤見城保育園
- 佐野市立あづま保育園
- 佐野市立石塚保育園

- 佐野市立伊勢山保育園
- 佐野市立大橋保育園
- 佐野市立くずう保育園
- 佐野市立新合保育園

- 佐野市立高萩保育園
- 佐野市立たぬま保育園
- 佐野市立ときわ保育園
- 佐野市立堀米保育園

- 佐野市立吉水保育園
- 佐野市立よねやま保育園
- 佐野市立若宮保育園

### 鹿沼市
- 鹿沼市立粟野保育園
- 鹿沼市立板荷児童館
- 鹿沼市立いぬかい保育園

- 鹿沼市立粕尾保育園
- 鹿沼市立加蘇児童館
- 鹿沼市立こじか保育園

- 鹿沼市立永野保育園
- 鹿沼市立なんま保育園
- 鹿沼市立西保育園

- 鹿沼市立にっこり保育園
- 鹿沼市立ひなた保育園
- 鹿沼市立南保育園

### 日光市
- 日光市立足尾保育園
- 日光市立鬼怒川保育園
- 日光市立清滝保育園

- 日光市立しばやま保育園
- 日光市立下原保育園
- 日光市立せせらぎ保育園

- 日光市立高徳保育園
- 日光市立所野保育園
- 日光市立並木保育園

- 日光市立日光保育園
- 日光市立原町みどり保育園
- 日光市立藤原保育園

### 小山市
- 小山市立網戸保育所
- 小山市立出井保育所
- 小山市立絹保育所

- 小山市立桑保育所
- 小山市立城東保育所
- 小山市立城北保育所

- 小山市立中久喜保育所
- 小山市立間々田北保育所
- 小山市立もみじ保育所

- 小山市立やはた保育所
- 小山市立若木保育所

### 真岡市
- 真岡市立中村保育所

- 真岡市立西田井保育所

- 真岡市立真岡保育所

- 真岡市立物部保育所

### 大田原市
- 大田原市立くろばね保育園

- 大田原市立しんとみ保育園

- 大田原市立すさぎ保育園

- 大田原市立ゆづかみ保育園

### 矢板市
- 矢板市立泉保育所

### 那須塩原市
- 那須塩原市立いなむら保育園
- 那須塩原市立大貫保育園
- 那須塩原市立さきたま保育園

- 那須塩原市立さくら保育園
- 那須塩原市立たかはやし保育園
- 那須塩原市立永田保育園

- 那須塩原市立なべかけ保育園
- 那須塩原市立ひがしなす保育園
- 那須塩原市立三島保育園

- 那須塩原市立南保育園
- 那須塩原市立わかば保育園

### さくら市
- さくら市立あおぞら保育園

- さくら市立たいよう保育園

- さくら市立わくわく保育園

### 那須烏山市
- 那須烏山市立すくすく保育園

- 那須烏山市立七合保育園

- 那須烏山市立にこにこ保育園

### 下野市
- 下野市立グリム保育園
- 下野市立こがねい保育園

- 下野市立しば保育園
- 下野市立薬師寺保育園

- 下野市立吉田保育園

### 河内郡
- 上三川町立大山保育所

### 芳賀郡
- 市貝町立市塙保育所

- 市貝町立杉山保育所

- 芳賀町立祖母井保育園

### 下都賀郡
- 壬生町立いなば保育園
- 壬生町立しもだい保育園

- 壬生町立すけがい保育園
- 壬生町立とおりまち保育園

- 壬生町立やすづか保育園

### 塩谷郡
- 塩谷町立玉生保育園
- 高根沢町立たから保育園

- 高根沢町立にじいろ保育園
- 高根沢町立のびのび保育園

- 高根沢町立ひまわり保育園

### 那須郡
- 那須町立伊王野保育園
- 那須町立黒田原第1保育園
- 那須町立黒田原第2保育園

- 那須町立那須高原保育園
- 那須町立大同保育園
- 那須町立高久保育園

- 那須町立千振保育園
- 那珂川町立大内保育園
- 那珂川町立馬頭中央保育園

- 那珂川町立馬頭南保育園
- 那珂川町立わかあゆ保育園

## 私立保育所

### 宇都宮市
- あさひの保育園
- あゆみ北保育園
- あゆみ保育園
- ありんこ保育園
- 今泉保育園
- 岩曽保育園
- 宇都宮大学まなびの森保育園
- 宇都宮保育園
- うめばやし保育園
- 江曽島保育園
- オリーブ保育園
- 上横田よつば保育園
- 清原保育園
- グリーンナーサリー
- けいほう保育園
- こばと保育園
- 小羊保育園

- さくら保育園
- 篠井保育園
- しらとり保育園
- しらゆり幼児園
- 姿川保育園
- 住吉保育園
- 住吉第二保育園
- すみれ保育園
- 星花幼児園
- 星風会雀宮保育園ステラ
- 太陽と青空保育園
- 宝木保育園
- たんぽぽ保育園
- つくし保育園
- つながるほいくえん釜井台
- つながるほいくえん御幸が原
- つばさ保育園

- つるた保育園
- 徳次郎保育園
- ナーサリースクールとまつり
- 西が岡保育園
- 野沢保育園
- 希望保育園
- ハートフルナーサリー
- バンビーニとよさと
- バンビーニゆめ
- 東石井保育園
- 東うつのみや保育園
- 東峰保育園
- ひのおか保育園
- ひばり保育園
- ひまわり保育園
- 平松保育園

- 二葉幼児園
- 不動前保育園
- まつぼっくり保育園
- まなびの森あずま保育園
- 瑞穂野保育園
- みちおせ保育園
- ミドリ保育園
- 第二ミドリ保育園
- みなみ保育園
- 御幸保育園
- 弥生保育園
- ゆうゆう保育園
- ゆりかごきっずなーさりーすくーる
- ゆりかご保育園
- 陽西保育園
- ようとう保育園

### 足利市
- 足利本城保育園
- 足利両野保育園
- 小俣幼児生活団

- 常念寺保育園
- しんまち保育園
- 天王保育園

- ふくい保育園
- ポッポ保育園
- やままえ保育園

- 龍泉寺保育園
- ルンビニ保育園
- わかば保育園

### 栃木市
- 大平中央保育園
- けやき保育園

- さくら第2保育園
- すみれ保育園

- ひかり保育園
- フォレストキッズ保育園

### 佐野市
- 大栗保育園
- 風の子保育園

- 救世軍佐野保育園
- 飛駒保育園

- メイプルキッズ

### 鹿沼市
- 青い鳥幼児園
- あづま保育園
- 沖保育園

- 沖保育園分園
- 清洲保育園
- さつきが丘保育園

- 津田保育園
- 日吉保育園
- まなぶ保育園

- 村井保育園
- 茂呂保育園

### 日光市
- 大沢保育園
- さかえ保育園

- 杉の子保育園
- 芹沼保育園

- 宝珠保育園
- 明神保育園

### 小山市
- あけぼの保育園
- あっぷる保育園
- 小山西保育園
- 小山みなみ保育園
- 栗の実保育園
- 黒田保育園

- こぐま保育園
- 木の実保育園
- こばとキッズ
- こばと保育園
- こひつじ保育園
- さくら保育園

- 城山さくら保育園
- すみれチャイルド
- すみれ保育園
- 静林保育園
- つくし保育園

- にこにこ保育園
- はねかわ太陽保育園
- ひまわり保育園
- 間々田保育園
- みどり丘保育園

### 真岡市
- 西真岡第二保育園
- 西真岡保育園

- にのみや保育園
- 真岡あおぞら保育園

- 萌丘東保育園
- 真岡めばえ保育園

### 大田原市
- おおたわら保育園
- かねだ保育園

- ひかり のざき保育園
- 保育園チャイルド

- 保育園ベビーエンゼル
- みはら保育園

### 矢板市
- かたおか保育園
- こどもの森こころ保育

- こどもの森保育園
- ちゅーりっぷ保育園

- つくし保育園
- ぴっころ保育園

- 矢板保育園

### 那須塩原市
- あったか保育園
- こひつじ保育園
- コメット保育園

- とようら保育園
- 西保育園
- ひかりみどり保育園

- 東保育園
- ひばりヶ丘保育園
- ひまわり保育園

- ほし保育園
- ゆたか保育園
- 友里かご保育園

### さくら市
- アップル保育園
- 氏家さくら保育園

- 第二氏家さくら保育園
- 氏家保育園

- ふれあい保育園

### 那須烏山市
- 烏山保育園

### 下野市
- あおば保育園

- わかくさ保育園

- わかば保育園

### 河内郡

#### 上三川町
- あけぼし保育園
- 上三川保育園

- 上三川幼児園
- 蓼沼保育園

- ふざかしおひさま保育園
- ふざかしおひさま保育園分園

### 芳賀郡

#### 益子町
- 田野保育園
- 七井保育園

- 益子保育園
- みどり保育園

- やわらぎ保育園

#### 茂木町
- 逆川保育園
- 須藤保育園

- 中川保育園
- 茂木保育園

- 茂木中央保育園

#### 市貝町
- 赤羽保育園

- かみねの森保育園

#### 芳賀町
- 第三ミドリ保育園

- みずはし保育園

### 下都賀郡

#### 壬生町
- ありんこ保育園
- ステラ獨協前保育園

- 壬生寺保育園
- メリーランド保育園

- 森の子保育園

#### 野木町
- いちご保育園

- りんご保育園

### 塩谷郡

#### 塩谷町
- おおみや保育園

- ふにゅう保育園

#### 高根沢町
- こばと保育園

- 空と大地保育園

- 陽だまり保育園